# Царицынские пруды
Цари́цынские пруды — комплекс прудов в районе Орехово-Борисово Северное города Москвы (Южный административный округ).
Царицынские пруды расположены на территории Царицынской усадьбы. В районе прудов находится Государственный историко-архитектурный художественный и ландшафтный заповедник «Царицыно». Сами пруды образовались после строительства на небольших речках Городня, Язвенка и Черепишка двух плотин. Уровень воды в прудах в настоящее время поддерживается с помощью поверхностных речных и грунтовых вод. Поступление воды в Верхний Царицынский пруд происходит по Царицынскому ручью (река Язвенка) и по Бирюлёвскому ручью (река Черепишка).
В комплекс прудов входят Верхний Царицынский и Нижний Царицынский пруды.
Верхний Царицынский пруд занимает площадь 17 гектаров и находится на реке Язвенке. Средняя глубина пруда — 3 метра. Здесь расположены 3 грота. Предание повествует о том, что гроты соединены между собой подземным ходом.
Нижний Царицынский пруд расположен в пойме реки Городни. Река Язвенка является притоком реки Городня. На Нижнем Царицынском пруду расположен серповидный свайный остров.
Площадь Нижнего Царицынского пруда составляет 53 гектара, а его средняя глубина — около 2,5 метров. В Царицынском и Борисовском прудах водится рыба. Царицынские пруды составляют единый каскад с Борисовским прудом, созданным в царствование царя Бориса Годунова. Разделяются Царицынские и Борисовские пруды Шипиловской плотиной.
Царицынские и Борисовские пруды являются старейшими и крупнейшими по площади и протяжённости в Москве. Их общая площадь около 180 га. На берегах прудов — пляжи и места отдыха москвичей.

## История

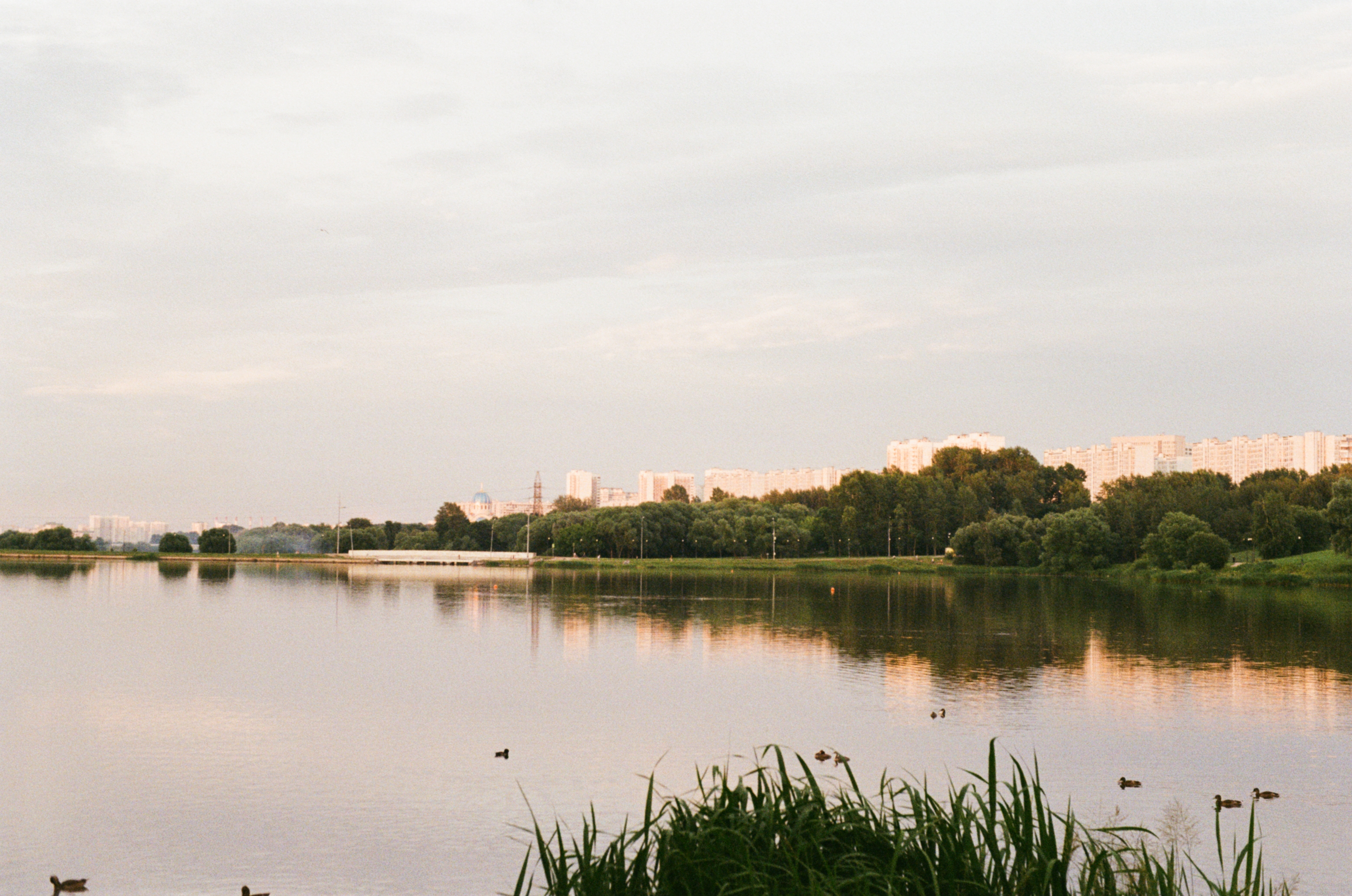
Нижний Царицынский пруд и плотина, вид на восток (2020)

Царицынские пруды, имевшие ранее название Верхний и Нижний Шипиловский, были созданы к середине XVII века. В это время усадьбой владели бояре Стрешневы.
На плотинах были построены мельницы. Царицынские пруды до XX века пользовались популярностью у любителей рыбной ловли. В прудах водились лещ, судак, щука.
На берегах Язвенки ранее находилась деревня Орехово и село Царицыно. Изначально река Язвенка называлась «Язва». Первые упоминания реки встречаются в 60-х годах XVIII века. Название реки Язвенки, возможно, происходит от слова «язва» — щель. Протяжённость реки Язвенки — примерно 6 км.
Речка Черепишка (Бирюлёвский ручей) берёт начало в западной части Бирюлёвского дендропарка и протекает вдоль Липецкой улицы Москвы. Длина реки 3 км. В настоящее время Черепишка впадает в Верхний Царицынский пруд.
В 1921 году на Царицынских прудах работала Опытная озёрная станция, ученые которой изучали биологию жизни рыб, а также занимались зарыблением водоемов Московской губернии. Из этих прудов отправлялись в подмосковные озера Сенеж, Круглое и Долгое мальки леща. В годы Великой Отечественной войны на прудах выращивали для фронта в промышленных масштабах водоплавающую птицу.
В 2005—2006 годах проводились масштабные мероприятия по расчистке прудов: очистка дна, укрепление берегов, устройство прогулочных дорожек. Археологические раскопки позволили определить места существовавших здесь в XIX веке лодочных пристаней. Пристани были восстановлены на прежних местах по гравюрам XIX века и облицованы белым камнем.